# KSK Heist
Maillots
Actualités
Le Koninklijke Sportkring Heist ou K.SK. Heist, est un club de football belge basé à Heist-op-den-Berg, au Sud de la province d'Anvers. Le club évolue en 2024-2025 en Nationale 1. C'est sa 55e saison dans les divisions nationales belges.

## Histoire

### Fondation du club
Le club est fondé le 1er septembre 1940 sous le nom de Football Club Heist Sportief. Il joue durant un an à la Vlaamse Voetbalbond puis rejoint l'Union Belge le 3 mars 1941. Il reçoit à cette occasion le matricule 2948. Le club débute au plus bas niveau du football belge, à l'époque la troisième provinciale, et remporte le titre dans sa série dès sa deuxième saison d'existence. En huit saisons en deuxième division régionale, le club termine six fois sur le podium. En 1952, la fédération réforme les séries nationales et uniformise les séries provinciales. Le club se retrouve en deuxième provinciale, dont il remporte le titre et monte ainsi en première provinciale. Dès sa première saison parmi l'élite anversoise, l'équipe termine à la deuxième place derrière Kontich, ce qui lui permet d'accéder pour la première fois de son histoire à la Promotion, le quatrième et dernier niveau national.

### Premiers passages au niveau national
Pour sa première saison au niveau national, le club termine à la troisième place dans sa série, à égalité avec Kontich. Il recule ensuite au classement les saisons suivantes et échappe de peu à la relégation en 1960, ne devant son salut qu'au fait d'avoir concédé moins de défaites que le Racing Lokeren et le KV CS Yprois, relégués. Ce n'est qu'un sursis de deux ans pour le club qui finit bon dernier en 1962 et doit redescendre en première provinciale après huit saisons.
Le FC Heist Sportief évite une seconde relégation de rang et se sauve à nouveau de justesse en 1966. Finalement, le club termine vice-champion en 1968, juste derrière le VC Westerlo et retrouve la Promotion. Pour son retour au niveau national, le club termine vice-champion, à neuf points du champion, la RAA Louviéroise. Le club s'installe dans le subtop et termine plusieurs années consécutives dans le top-5 du classement. Il finit notamment encore deux fois vice-champion en 1975 et 1977. Au tournant des années 1980, le club rentre dans le rang et après une avant-dernière place finale en 1982, il doit redescendre en « P1 » après quatorze saisons passées en Promotion. Le séjour du club dans les séries provinciales ne dure que trois ans. À la faveur d'un titre décroché en 1985, Heist est de nouveau promu au quatrième niveau national.

### Accession à la Division 3
Le club manque de peu le titre dans sa série dès la saison de son retour, terminant à seulement deux points d'un duo composé du KSV Mol et du KFC Heultje, qui se disputent le titre lors d'un match de barrage remporté par le second. Ce n'est que partie remise pour le FC Heist Sportief qui décroche le titre la saison suivante et accède ainsi pour la première fois de son histoire à la Division 3 en 1987. Le club continue à réaliser de bonnes performances et finit deuxième dans sa série en 1989, à six points du KFC Zwarte Leeuw. Les résultats sont beaucoup moins bons par la suite, le club terminant deux saisons de suite juste au-dessus de la zone de relégation. Le 30 juin 1990, le club est reconnu « Société Royale » et prend le nom de Koninklijke Football Club Heist Sportief Il vit ensuite deux années plus calmes mais il conclut la saison 1993-1994 à l'avant-dernière place. Normalement synonyme de relégation, le club bénéficie de l'élargissement de la Division 2 à 18 clubs et reçoit une chance de se sauver lors d'un match de barrages contre le KFC Roulers. Heist s'incline toutefois aux tirs au but et doit retourner en Promotion après sept saisons passées en troisième division.

### Fusion et ascenseur entre P1 et D4
En juin 1995, le club fusionne avec une autre équipe de la commune, le KSV Heist-op-den-Berg. Ce club a été fondé le 15 mai 1941 sous le nom de Football Club Bosch et affilié à l'Union Belge le 15 octobre de la même année en tant que Football Club Bosch Heist-op-den-Berg. Le club adapte son nom le 6 avril 1951 pour devenir le Football Club Bos Heist-op-den-Berg et effectue un nouveau changement le 6 mai 1967 en devenant le Sportvereniging Heist-op-den-Berg. Le 17 avril 1991, il est reconnu « Société Royale » et prend le nom de Koninklijke Sportvereniging Heist-op-den-Berg à partir du 1er juillet de la même année. Ce club n'avait jamais évolué plus haut que la deuxième provinciale et portait le matricule 3242, radié après la fusion. Le nouveau club prend le nom de Koninklijke Sportkring Heist. La fusion n'est pas vraiment couronnée de succès car un an plus tard, le club échoue à la dernière place dans sa série et doit retourner en première provinciale onze ans après l'avoir quittée.
Le KSK Heist remporte le titre de « P1 » et revient ainsi directement en Promotion. Après avoir évité de peu la relégation durant deux ans, il finit à la quatorzième place en 2000 et redescend en première provinciale. Trois ans plus tard, un nouveau titre lui permet de remonter vers les séries nationales. Cette fois, le club se stabilise en milieu de classement durant cinq ans, loupant la qualification pour le tour final d'un point en 2007. Finalement, le club remporte le titre dans sa série en 2009, ce qui lui permet de remonter en Division 3 après vingt ans d'absence. L'équipe poursuit sur sa lancée et décroche un second titre de rang, lui ouvrant cette fois les portes de la Division 2 pour la première fois de son histoire.

### Première montée en Division 2
Le club réalise deux premières saisons de bonne facture en deuxième division, terminant en milieu de classement. Les résultats sont moins bons par la suite et le club doit bénéficier de circonstances favorables pour se maintenir en D2. En 2013 tout d'abord, il finit seizième, une position qui doit lui faire disputer des barrages pour se maintenir à ce niveau. Mais grâce à la faillite du Beerschot, il peut se maintenir en deuxième division. La saison suivante est du même acabit et le club termine à nouveau en position de barragiste. Cette fois, c'est la faillite du RWDM Brussels FC qui libère une place dans l'anti-chambre de l'élite et lui permet de s'y maintenir. La saison suivante est plus calme, notamment à cause de la faiblesse des trois promus, le KV Woluwe-Zaventem, le KRC Malines et le Patro Eisden Maasmechelen qui terminent aux trois dernières places. Au terme de la saison 2015-2016, sa sixième en Division 2, le club termine à l'avant-dernière place et est relégué vers le troisième niveau qui prend le nom de D1 amateur et ne compte plus qu'une seule série de seize clubs.

## Résultats dans les divisions nationales
Statistiques mises à jour le 3 décembre 2024 (terme de la saison 2023-2024)

### Palmarès
- 1 fois champion de Belgique de Division 3 en 2010.
- 2 fois champion de Belgique de Promotion en 1987 et en 2009.

### Bilan
| Niv | Divisions     | Jouées | Titres | TM Up | TM Down |
| --- | ------------- | ------ | ------ | ----- | ------- |
| I   | 1re nationale | 0      | 0      |       |         |
| II  | 2e nationale  | 6      | 0      |       |         |
| III | 3e nationale  | 16     | 1      | 1     | 1       |
| IV  | 4e nationale  | 35     | 2      |       |         |
| V   | 5e nationale  | 0      | 0      |       |         |
|     |               |        |        |       |         |
|     | TOTAUX        | 57     | 3      | 1     | 1       |

- TM Up : test-match pour départager des égalités, ou toutes formes de Barrages ou de Tour final pour une montée éventuelle.
- TM Down : test-match pour départager des égalités, ou toutes formes de Barrages ou de Tour final pour le maintien.

### Classements saison par saison
| Ordre               | Saison  | Nom du club          | Niveau             | Classement final | Remarques              |
| ------------------- | ------- | -------------------- | ------------------ | ---------------- | ---------------------- |
| 1                   | 1954-55 | FC Heist Sportief    | Promotion série B  | 3e/16            |                        |
| 2                   | 1955-56 | FC Heist Sportief    | Promotion série B  | 6e/16            |                        |
| 3                   | 1956-57 | FC Heist Sportief    | Promotion série C  | 8e/16            |                        |
| 4                   | 1957-58 | FC Heist Sportief    | Promotion série C  | 12e/16           |                        |
| 5                   | 1958-59 | FC Heist Sportief    | Promotion série A  | 10e/16           |                        |
| 6                   | 1959-60 | FC Heist Sportief    | Promotion série C  | 13e/16           |                        |
| 7                   | 1960-61 | FC Heist Sportief    | Promotion série C  | 11e/16           |                        |
| 8                   | 1961-62 | FC Heist Sportief    | Promotion série D  | 16e/16           | Relégué!               |
| séries provinciales |         |                      |                    |                  |                        |
| 9                   | 1968-69 | FC Heist Sportief    | Promotion série C  | 2e/16            | [ saisons 1 ]          |
| 10                  | 1969-70 | FC Heist Sportief    | Promotion série B  | 5e/16            |                        |
| 11                  | 1970-71 | FC Heist Sportief    | Promotion série C  | 4e/16            |                        |
| 12                  | 1971-72 | FC Heist Sportief    | Promotion série C  | 3e/16            |                        |
| 13                  | 1972-73 | FC Heist Sportief    | Promotion série C  | 5e/16            |                        |
| 14                  | 1973-74 | FC Heist Sportief    | Promotion série C  | 3e/16            |                        |
| 15                  | 1974-75 | FC Heist Sportief    | Promotion série C  | 2e/16            |                        |
| 16                  | 1975-76 | FC Heist Sportief    | Promotion série B  | 12e/16           |                        |
| 17                  | 1976-77 | FC Heist Sportief    | Promotion série C  | 2e/16            |                        |
| 18                  | 1977-78 | FC Heist Sportief    | Promotion série B  | 3e/16            |                        |
| 19                  | 1978-79 | FC Heist Sportief    | Promotion série C  | 6e/16            |                        |
| 20                  | 1979-80 | FC Heist Sportief    | Promotion série B  | 11e/16           |                        |
| 21                  | 1980-81 | FC Heist Sportief    | Promotion série B  | 6e/16            |                        |
| 22                  | 1981-82 | FC Heist Sportief    | Promotion série C  | 15e/16           | Relégué!               |
| séries provinciales |         |                      |                    |                  |                        |
| 23                  | 1985-86 | FC Heist Sportief    | Promotion série B  | 3e/16            | [ saisons 2 ]          |
| 24                  | 1986-87 | FC Heist Sportief    | Promotion série B  | 1er/16           | Champion et promu!     |
| 25                  | 1987-88 | FC Heist Sportief    | Division 3 série B | 4e/16            |                        |
| 26                  | 1988-89 | FC Heist Sportief    | Division 3 série B | 2e/16            | [ saisons 3 ]          |
| 27                  | 1989-90 | FC Heist Sportief    | Division 3 série B | 14e/16           |                        |
| 28                  | 1990-91 | K. FC Heist Sportief | Division 3 série B | 14e/16           |                        |
| 29                  | 1991-92 | K. FC Heist Sportief | Division 3 série B | 7e/16            |                        |
| 30                  | 1992-93 | K. FC Heist Sportief | Division 3 série B | 10e/16           |                        |
| 31                  | 1993-94 | K. FC Heist Sportief | Division 3 série B | 15e/16           | Relégué après barrage! |
| 32                  | 1994-95 | K. FC Heist Sportief | Promotion série B  | 11e/16           |                        |
| 33                  | 1995-96 | K. SK Heist          | Promotion série B  | 16e/16           | Relégué!               |
| séries provinciales |         |                      |                    |                  |                        |
| 34                  | 1997-98 | K. SK Heist          | Promotion série C  | 12e/16           |                        |
| 35                  | 1998-99 | K. SK Heist          | Promotion série B  | 12e/16           |                        |
| 36                  | 1999-00 | K. SK Heist          | Promotion série B  | 14e/16           | Relégué!               |
| séries provinciales |         |                      |                    |                  |                        |
| 37                  | 2003-04 | K. SK Heist          | Promotion série C  | 6e/16            |                        |
| 38                  | 2004-05 | K. SK Heist          | Promotion série C  | 5e/16            |                        |
| 39                  | 2005-06 | K. SK Heist          | Promotion série C  | 7e/16            |                        |
| 40                  | 2006-07 | K. SK Heist          | Promotion série C  | 4e/16            |                        |
| 41                  | 2007-08 | K. SK Heist          | Promotion série B  | 6e/16            |                        |
| 42                  | 2008-09 | K. SK Heist          | Promotion série C  | 1er/16           | Champion et promu!     |
| 43                  | 2009-10 | K. SK Heist          | Division 3 série A | 1er/16           | Champion et promu!     |
| 44                  | 2010-11 | K. SK Heist          | Division 2         | 10e/18           |                        |
| 45                  | 2011-12 | K. SK Heist          | Division 2         | 8e/18            |                        |
| 46                  | 2012-13 | K. SK Heist          | Division 2         | 16e/18           | [ saisons 5 ]          |
| 47                  | 2013-14 | K. SK Heist          | Division 2         | 16e/18           | [ saisons 6 ]          |
| 48                  | 2014-15 | K. SK Heist          | Division 2         | 14e/18           |                        |
| 49                  | 2015-16 | K. SK Heist          | Division 2         | 16e/17           | Relégué!               |
| 50                  | 2016-17 | K. SK Heist          | Division 1 Amateur | 4e/16            | Play-offs              |
| 51                  | 2017-18 | K. SK Heist          | Division 1 Amateur | 6e/16            |                        |
| 52                  | 2018-19 | K. SK Heist          | Division 1 Amateur | 10e/16           |                        |
| 53                  | 2019-20 | K. SK Heist          | Division 1 Amateur | 4e/16            |                        |
| 54                  | 2020-21 | K. SK Heist          | Nationale 1        | N/A              | Saison annulée !       |
| 55                  | 2021-22 | K. SK Heist          | Nationale 1        | 9e /15           |                        |
| 56                  | 2022-23 | K. SK Heist          | Nationale 1        | 6e/20            |                        |
| 57                  | 2023-24 | K. SK Heist          | Nationale 1        | 6e/18            |                        |
| 58                  | 2024-25 | K. SK Heist          | Nationale 1 VV     | ... /16          |                        |

## Joueurs connus
- Jaime Alfonso Ruiz, meilleur buteur du championnat de Belgique en 2009, joue au KSK Heist depuis 2014.
- Chris Janssens, international belge, joue au KSK Heist lors de la saison 1990-1991.
- Jan Moons, gardien de but deux fois champion de Belgique avec le Lierse et le KRC Genk, effectue toute sa formation au KSK Heist dont il défend les buts de l'équipe première durant trois ans.

## Équipe féminine
En 2008, le club absorbe l'équipe féminine des Ladies Heist, qui avait elle-même repris le matricule de l'Astrio Begijnendijk. Cette équipe évolue depuis également sous le nom de KSK Heist. En 2011, elle accède à la première division belge